# Castello di Guimarães
Il castello di Guimarães (in portoghese: Castelo de Guimarães), conosciuto anche come castello di São Mamede (Castelo de São Mamede) o castello della Fondazione (Castelo da Fundação), è un castello fortificato della freguesia di Oliveira do Castelo (comune di Guimarães), nel nord del Portogallo, eretto nel X secolo ed ampliato nel XII secolo sotto Enrico di Borgogna.
Il castello è legato ad importanti battaglie della storia portoghese, in particolare del periodo in cui nacque la nazione ed è il luogo in cui, secondo la tradizione, sarebbe nato il primo re del Portogallo, Alfonso Henriques.

## Descrizione
Il castello si trova lungo la Rua Conde Dom Enrique.
L'edificio è costituito da un maschio quadrato e da otto torri merlate.
|  |

## Storia
La fortezza originaria fu costruita nel X secolo (probabilmente tra il 950 e il 957) al fine di difendere il Monastero di Santa Maria, da poco costruito, da eventuali attacchi da parte dei Mori e dei Normanni.
Nel XII secolo, si stabilirono a Guimarães i conti Enrico e Teresa di Borgogna, che fecero ampliare l'edificio.
Nel 1128, il castello di Guimarães legò il proprio nome alla battaglia di São Mamede.
Tra il XII e il XV secolo, furono molti gli interventi di restauro nel castello.

## Galleria d'immagini

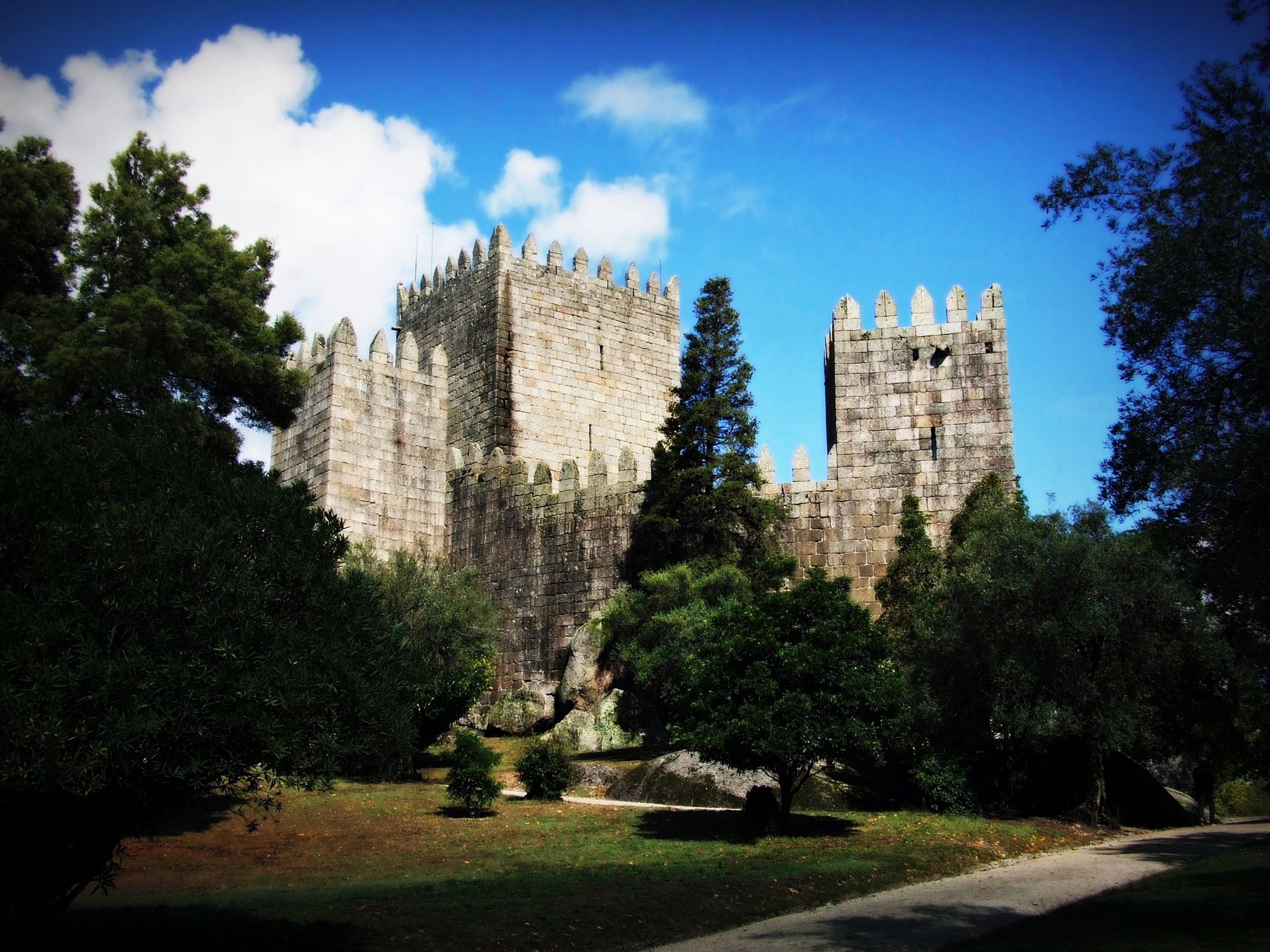
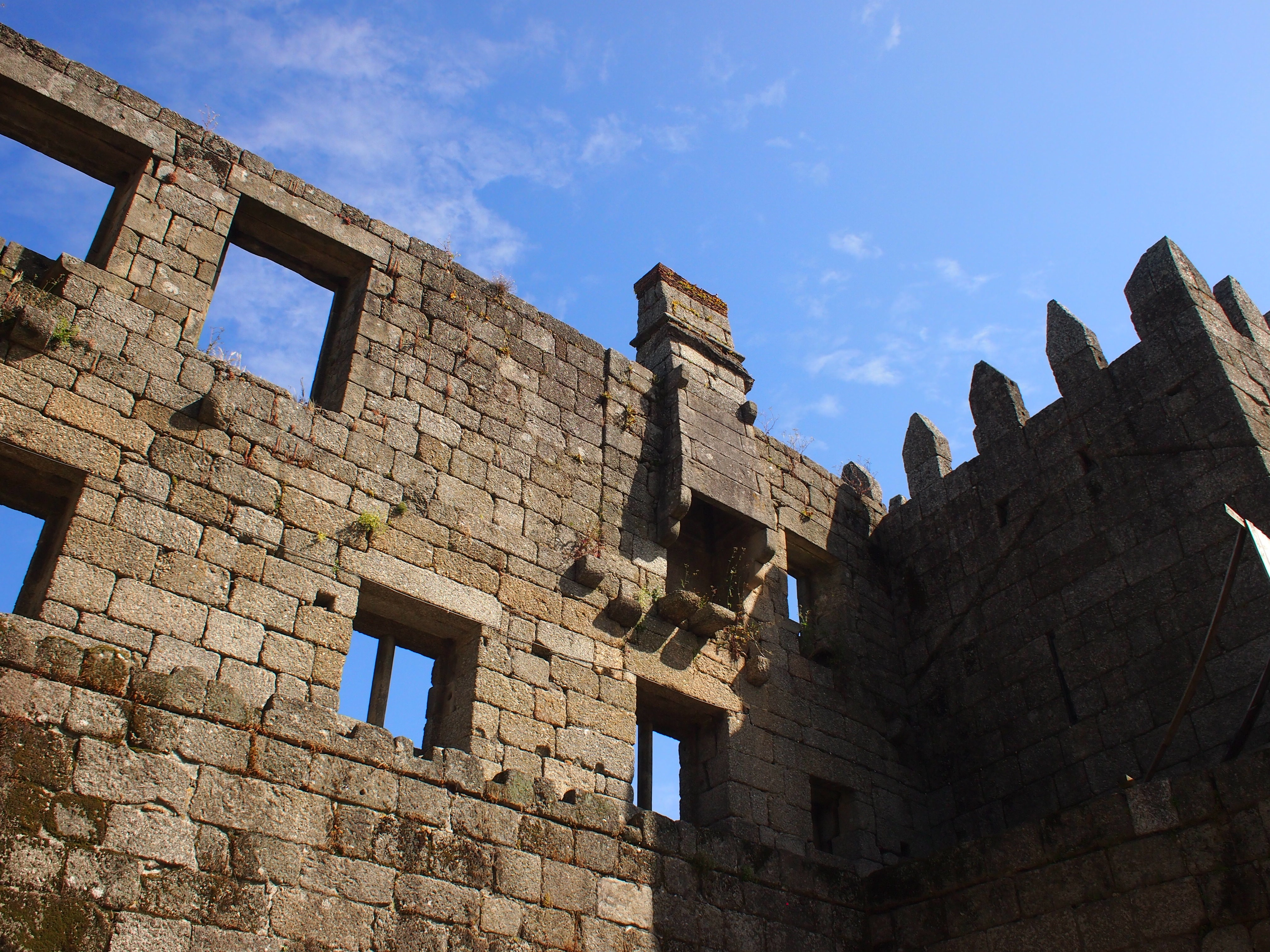
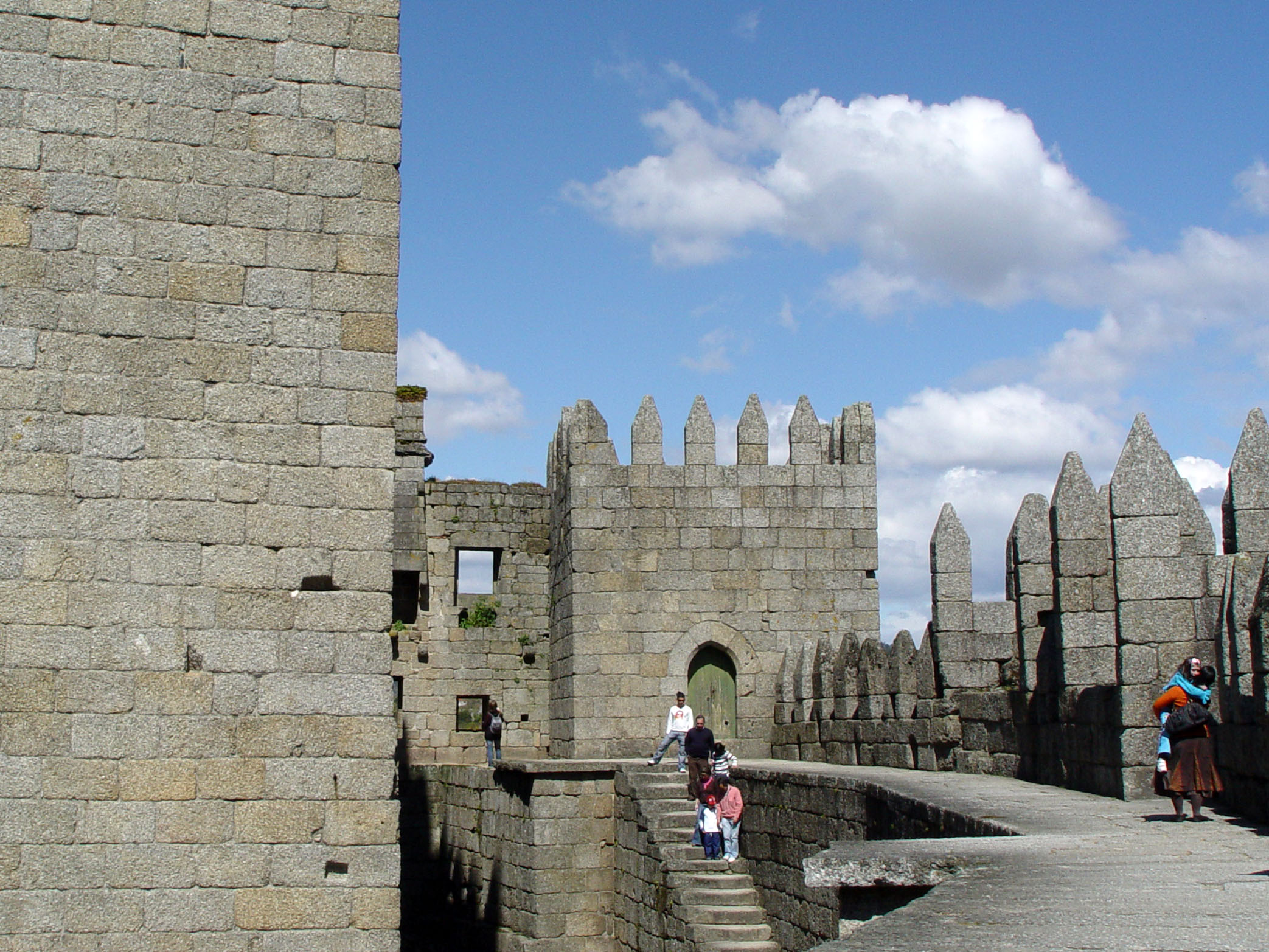
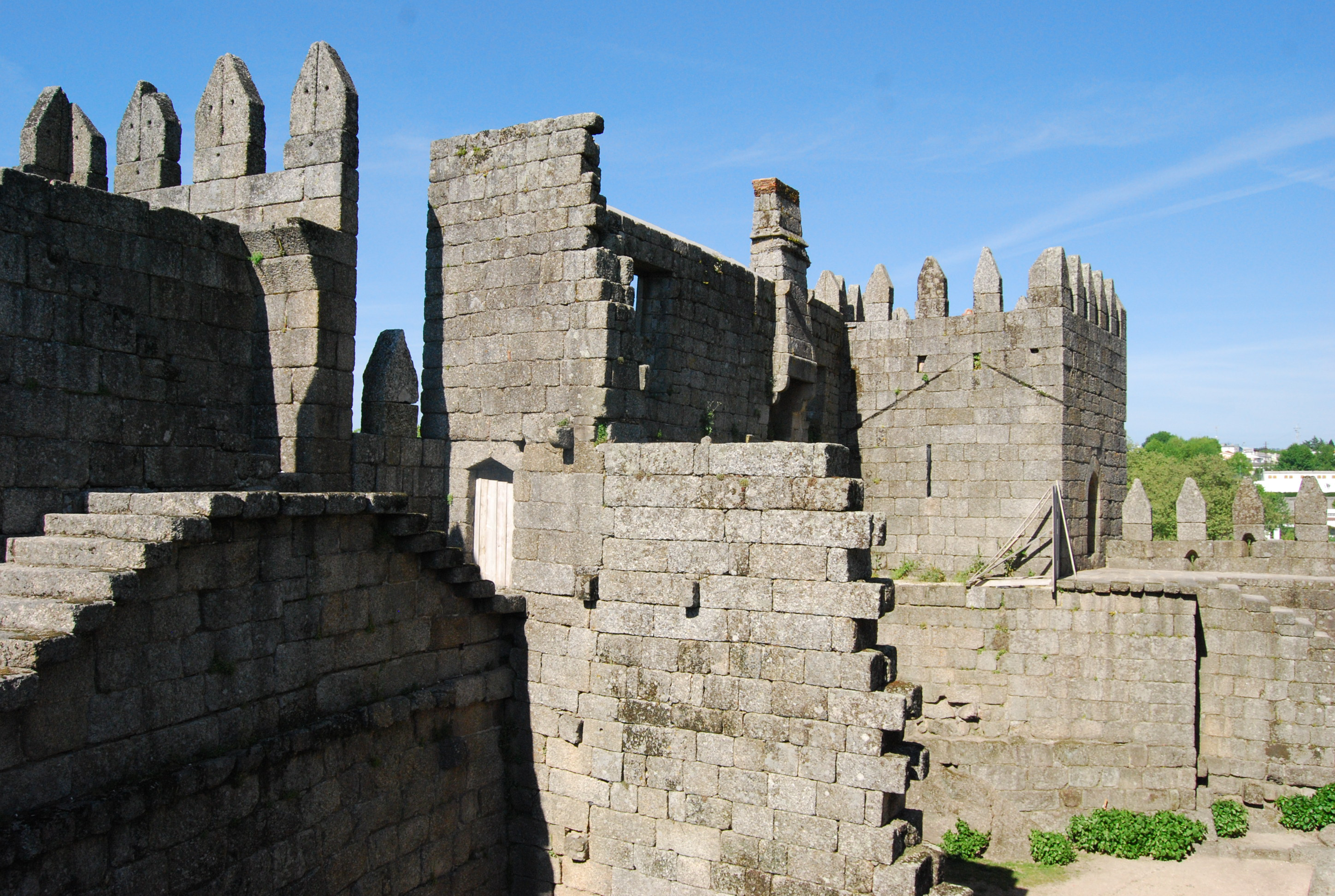
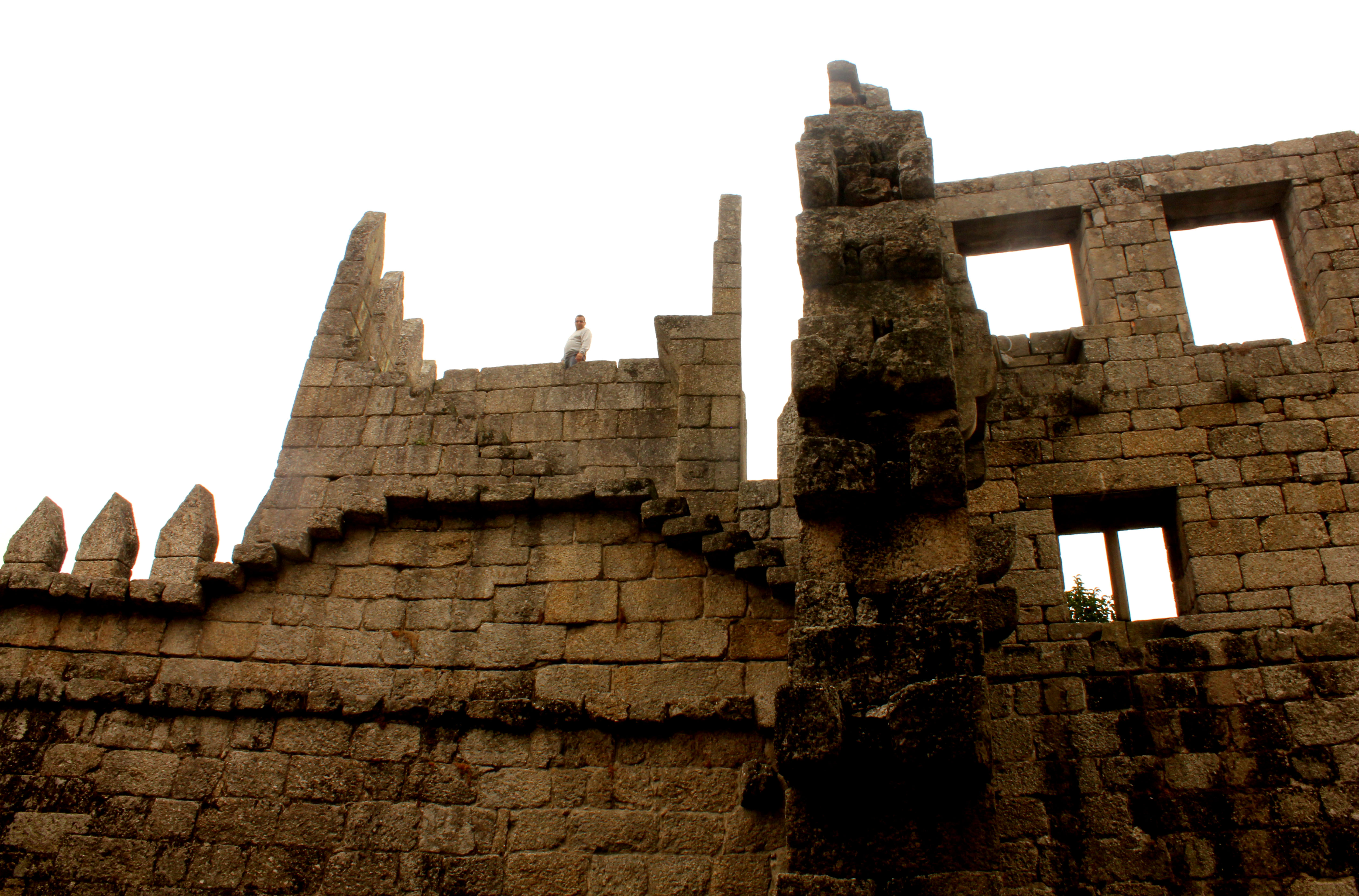

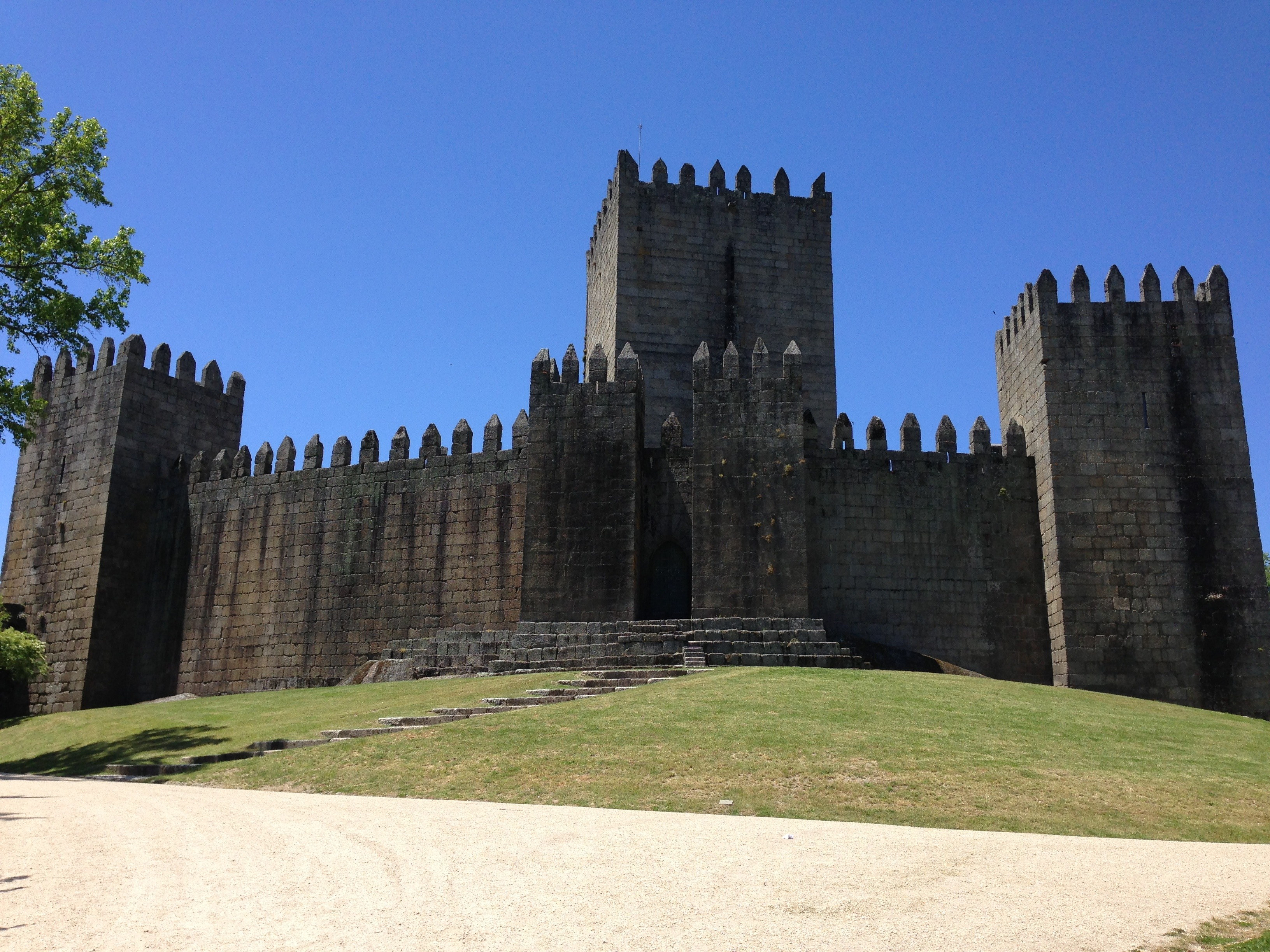
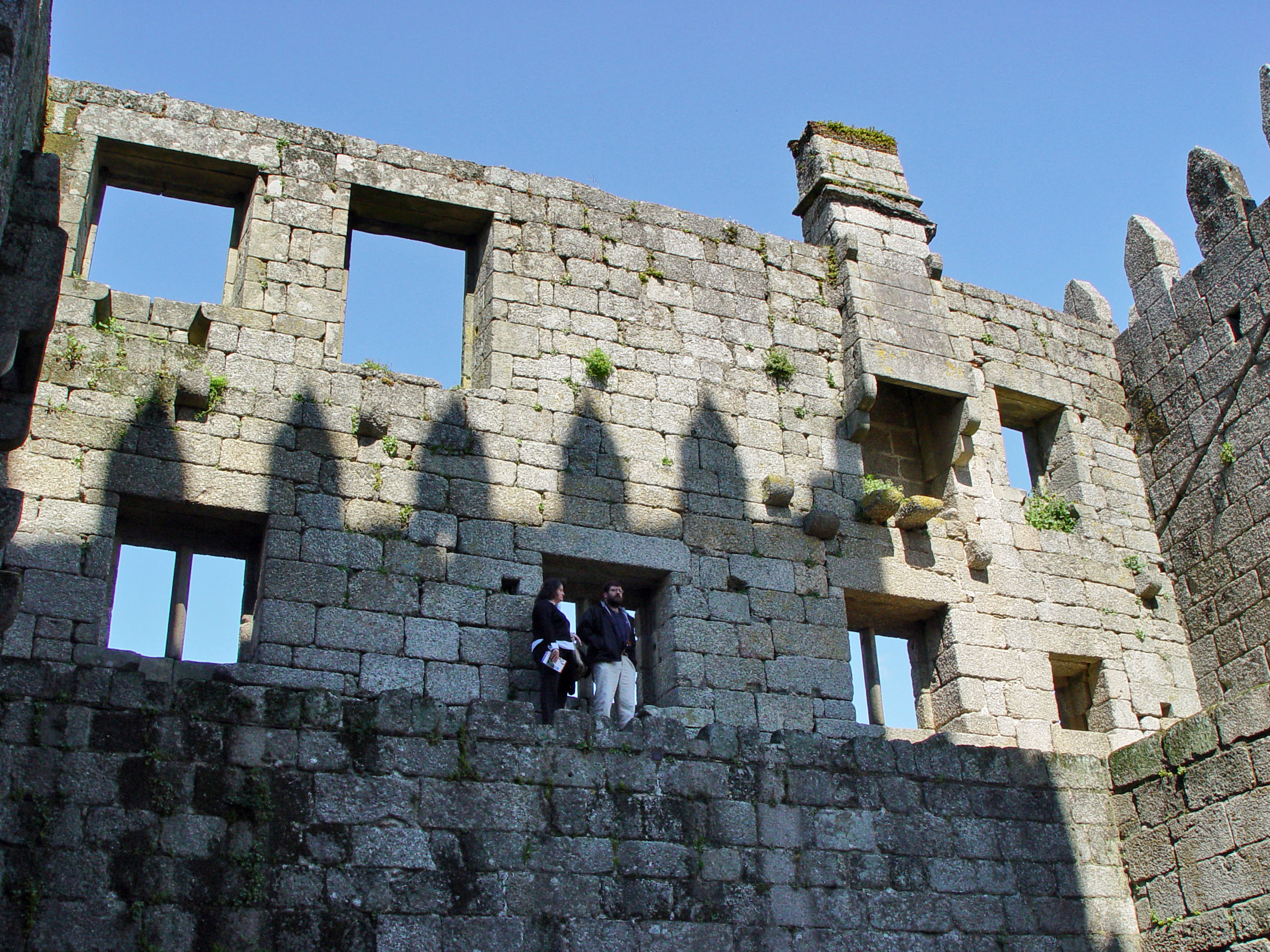
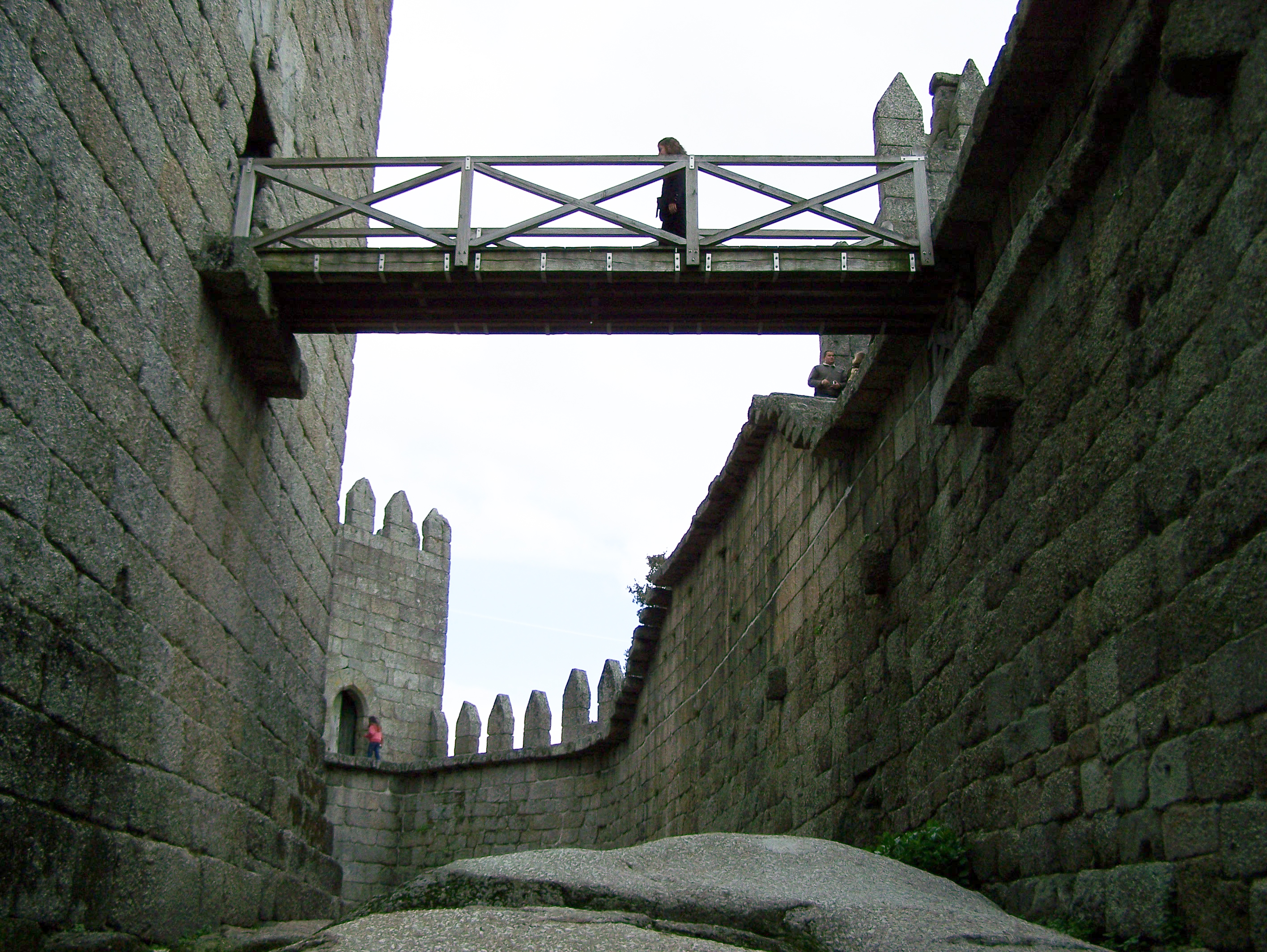
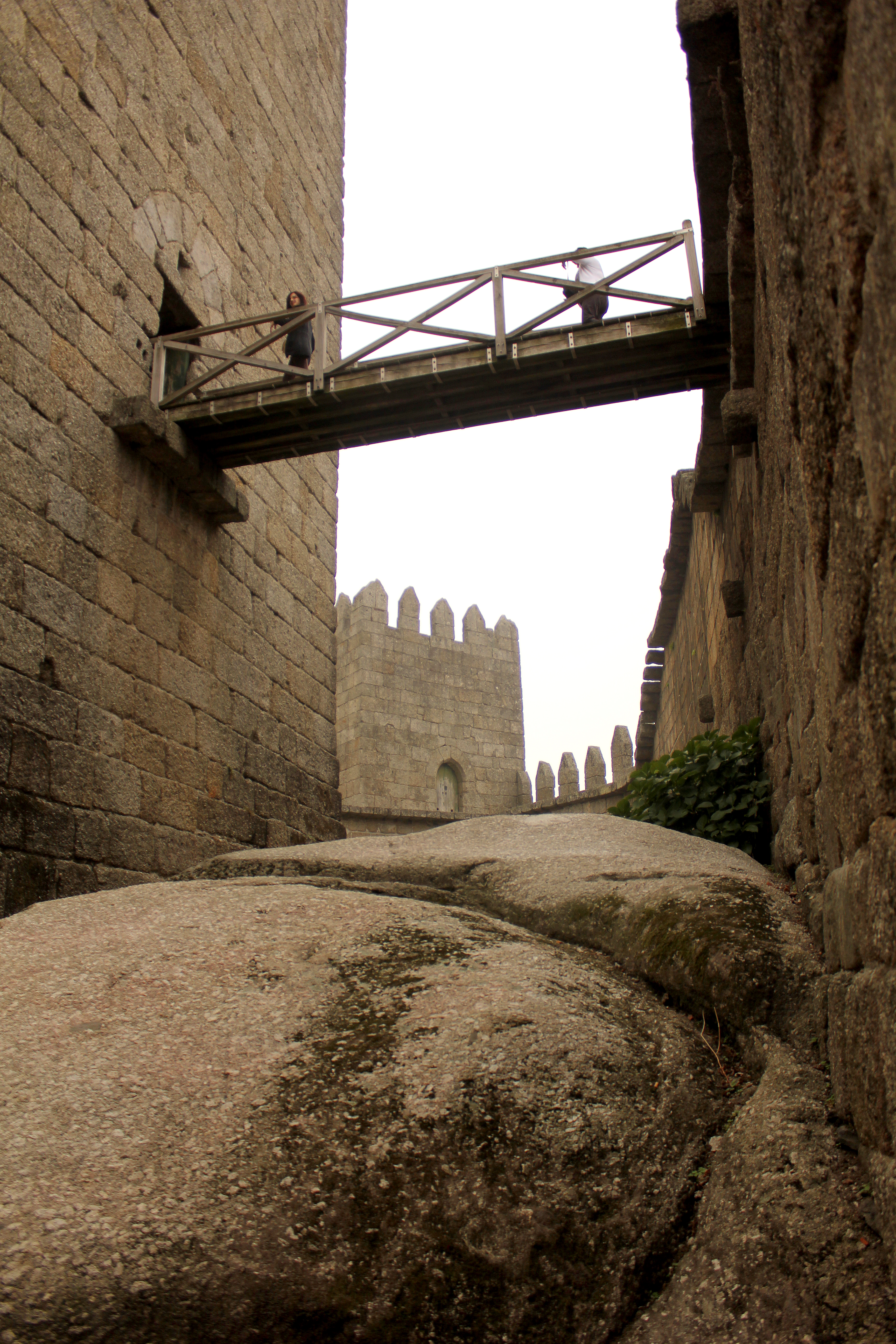